# 比伯河 (默訥河支流)
51°29′6.34″N 8°26′52.97″E / 51.4850944°N 8.4480472°E
比伯河（德語：Biber），是德國的河流，位於該國西部，處於北萊茵-威斯特法倫州，屬於默訥河的左支流，河道全長8.1公里，流域面積10.9平方公里，河口處在呂滕。